# Землетрясения 2011 года
Список значимых землетрясений 2011 года.

## Сравнение с предыдущими годами
| Магнитуда       | 2000 | 2001 | 2002 | 2003 | 2004 | 2005 | 2006 | 2007 | 2008 | 2009 | 2010 | 2011 |
| --------------- | ---- | ---- | ---- | ---- | ---- | ---- | ---- | ---- | ---- | ---- | ---- | ---- |
| 8 — 9.9         | 1    | 1    | 0    | 1    | 2    | 1    | 2    | 4    | 0    | 1    | 1    | 1    |
| 7 — 7.9         | 14   | 15   | 13   | 14   | 14   | 10   | 9    | 14   | 12   | 16   | 23   | 19   |
| 6 — 6.9         | 146  | 121  | 127  | 140  | 141  | 140  | 142  | 178  | 168  | 144  | 150  | 185  |
| 5 — 5.9         | 1344 | 1224 | 1201 | 1203 | 1515 | 1693 | 1712 | 2074 | 1768 | 1896 | 2209 | 2276 |
| Всего (5 — 9.9) | 1505 | 1361 | 1341 | 1358 | 1672 | 1844 | 1865 | 2270 | 1948 | 2057 | 2383 | 2481 |

Рост числа отмеченных землетрясений не означает роста самого числа землетрясений. Совершенствование техники и рост числа сейсмологических станций дают увеличение количества зарегистрированных подземных толчков.

## Общее

### По числу жертв[1]
| Место | Число жертв | Магнитуда | Эпицентр                         | Дата             |
| ----- | ----------- | --------- | -------------------------------- | ---------------- |
| 1     | 15 729      | 9,0       | Тохоку, Япония                   | 11 марта 2011    |
| 2     | 576         | 7,1       | Ван, Турция                      | 23 октября 2011  |
| 3     | 181         | 6,3       | Крайстчерч, Новая Зеландия       | 22 февраля 2011  |
| 4     | 120         | 6,8       | Шан, Мьянма                      | 24 марта 2011    |
| 5     | 115         | 6,9       | Сикким, Индия                    | 18 сентября 2011 |
| 6     | 26          | 5,4       | Пограничный район Китая и Мьянмы | 10 марта 2011    |
| 7     | 14          | 6,1       | Фергана                          | 19 июля 2011     |

В таблицу включены землетрясения, унесшие более 10 жизней.

### По магнитуде[6]
| Место | Магнитуда | Число жертв | Эпицентр                         | Дата             |
| ----- | --------- | ----------- | -------------------------------- | ---------------- |
| 1     | 9,0       | 15 729      | Тохоку, Япония                   | 11 марта 2011    |
| 2     | 7,9       | 0           | Тохоку, Япония (афтершок)        | 11 марта 2011    |
| 3     | 7,7       | 0           | Тохоку, Япония (афтершок)        | 11 марта 2011    |
| 4     | 7,6       | 0           | Острова Кермадек, Новая Зеландия | 6 июля 2011      |
| 5     | 7,4       | 0           | Острова Кермадек, Новая Зеландия | 22 октября 2011  |
| 6     | 7,3       | 0           | Хонсю, Япония                    | 9 марта 2011     |
| 7     | 7,3       | 0           | Фиджи                            | 15 сентября 2011 |
| 8     | 7,2       | 2           | Пакистан                         | 18 января 2011   |
| 9     | 7,2       | 0           | Алеутские острова, Аляска, США   | 23 июня 2011     |
| 10    | 7,1       | 0           | Чили                             | 2 января 2011    |
| 11    | 7,1       | 4           | Хонсю, Япония                    | 7 апреля 2011    |
| 12    | 7,1       | 0           | Порт-Вила, Вануату               | 20 августа 2011  |
| 13    | 7,1       | 576         | Ван, Турция                      | 23 октября 2011  |
| 14    | 7,0       | 0           | Сантьяго-дель-Эстеро, Аргентина  | 1 января 2011    |
| 15    | 7,0       | 0           | Острова Луайоте                  | 13 января 2011   |
| 16    | 7,0       | 0           | Хонсю, Япония                    | 10 июля 2011     |
| 17    | 7,0       | 0           | Порт-Вила, Вануату               | 20 августа 2011  |
| 18    | 7,0       | 0           | Перу                             | 24 августа 2011  |
| 19    | 7,0       | 0           | Вануату                          | 3 сентября 2011  |

В таблицу включены землетрясения с магнитудами от 7.

## По месяцам

### Январь
- Землетрясение магнитудой 7.0 произошло в Сантьяго-дель-Эстеро, Аргентина 1 января.[9]
- Землетрясение магнитудой 7.1 произошло в Аракуания, Перу 2 января.[10]
- Землетрясение магнитудой 6.8 произошло на островах Луайоте, Новая Каледония 2 января.[10]
- Землетрясение магнитудой 5.3 произошло в Иране 5 января. 16 человек пострадали, повреждены строения.[11]
- Землетрясение магнитудой 6.6 произошло в Вануату 9 января.[12]
- Землетрясение магнитудой 6.0 произошло в Чили 10 января.
- Землетрясение магнитудой 7.0 произошло на островах Луайоте, Новая Каледония 13 января.[13]
- Землетрясение магнитудой 6.0 произошло в южной Суматре, Индонезия 17 января.
- Землетрясение магнитудой 7.3 произошло в юго-западном Пакистане 18 января.[14]
- Землетрясение магнитудой 6.1 произошло в Таджикистане 24 января.[15]
- Землетрясение магнитудой 6.1 произошло на острове Симёлуэ, Индонезия 26 января.
- Землетрясение магнитудой 6.2 произошло в юго-вострочном Иране 27 января.[16]
- Землетрясение магнитудой 6.2 произошло на острове Ян-Майен, Норвегия 29 января.[17]
- Землетрясение магнитудой 6.0 произошло в Тонга 31 января.

### Февраль
- Землетрясение магнитудой 6.0 произошло на юге Самоа 3 февраля.[18]
- Землетрясение магнитудой 6.4 произошло на границе Мьянмы и Индии 4 февраля. Один погибший.[19]
- Землетрясение магнитудой 6.4 произошло на Соломоновых Островах 7 февраля.
- Землетрясение магнитудой 6.5 произошло в море Сулавеси 10 февраля.[20]
- Землетрясение магнитудой 6.6 произошло в море Сулавеси 10 февраля.[18]
- Землетрясение магнитудой 6.8 произошло в Био-Био, Чили 11 февраля.[21]
- Землетрясение магнитудой 6.3 произошло в Био-Био, Чили 11 февраля.
- Землетрясение магнитудой 6.0 произошло в области Био-Био, Чили 11 февраля.[18]
- Землетрясение магнитудой 6.1 произошло в области Био-Био, Чили 12 февраля.[18]
- Землетрясение магнитудой 6.1 произошло в Тонга 12 февраля.
- Землетрясение магнитудой 6.0 произошло у берега Талькауано, Чили 13 февраля.[18]
- Землетрясение магнитудой 6.1 произошло на острове Сулавеси, Индонезия 15 февраля.
- Землетрясение магнитудой 6.2 произошло у восточного берега Камчатки, Россия 20 февраля.[18]
- Землетрясение магнитудой 6.6 произошло на островах Фиджи 21 февраля.
- Землетрясение магнитудой 6.3 произошло в Кентербери, Новая Зеландия 22 февраля.[22] Погибли 166 человек.[23]
- Землетрясение магнитудой 6.0 произошло в штате Веракрус, Мексика 25 февраля.[24]

### Март
- Землетрясение магнитудой 6.0 произошло на острове Пасхи, Чили 1 марта.
- Землетрясение магнитудой 6.3 произошло в Тарапаке, Чили 6 марта.[25]
- Землетрясение магнитудой 6.5 произошло на Южных Сандвичевых Островах 6 марта.[26]
- Землетрясение магнитудой 6.6 произошло на Соломоновых Островах 7 марта.[27]
- Землетрясение магнитудой 7.3 произошло у восточного берега острова Хонсю, Япония 9 марта.[28]
- Землетрясение магнитудой 6.5 произошло в Папуа — Новой Гвинее 9 марта.[29]
- Землетрясение магнитудой 5.5 произошло на границе Мьянмы и Китая 10 марта.[30] 25 погибших, 250 раненых.
- Землетрясение магнитудой 6.5 произошло в Балийском море 10 марта.
- Землетрясение магнитудой 9.0 произошло 11 марта у восточного побережья острова Хонсю, Япония, вызвав крупное цунами. В результате погибло свыше 15 тысяч человек, экономический ущерб составил сотни миллиардов долларов США.[31][32] После землетрясения последовало множество афтершоков. Только за 30 дней после основого толчка произошло 937 землетрясений магнитудой выше 4, 50 с магнитудой выше 6 и 3 землетрясения с магнитудой выше 7.[33]
- Землетрясение магнитудой 6.1 произошло в Тонга 12 марта.[34]
- Землетрясение магнитудой 6.3 произошло в Вануату 17 марта.[35]
- Землетрясение магнитудой 6.1 произошло в северной части острова Лусон, Филиппины 20 марта.[36]
- Землетрясение магнитудой 6.9 произошло в Мьянме 24 марта.[37] Погибли 74 человека.

### Апрель
- Землетрясение магнитудой 6.0 произошло на востоке острова Хонсю, Япония 1 апреля.[38]
- Землетрясение магнитудой 6.1 произошло на островах Додеканес, Греция 1 апреля.[39]
- Землетрясение магнитудой 6.0 произошло в Тарапаке, Чили 2 апреля.[40]
- Землетрясение магнитудой 6.7 произошло на юге Явы, Индонезия 3 апреля.[41]
- Землетрясение магнитудой 6.4 произошло на островах Фиджи 3 апреля.
- Землетрясение магнитудой 6.0 произошло на северной Суматре, Индонезия 6 апреля.
- Землетрясение магнитудой 6.5 произошло в Веракрусе, Мексика 7 апреля.[42]
- Землетрясение магнитудой 7.1 произошло у восточного побережья острова Хонсю, Япония 7 апреля.[43] Четыре человека погибли.
- Землетрясение магнитудой 6.2 произошло в регионе Кюсю, Япония 9 апреля.
- Землетрясение магнитудой 6.6 произошло на восточном побережье Хонсю 11 апреля.[44] Погибли 3 человека.
- Землетрясение магнитудой 6.2 произошло у восточного побережья Хонсю 11 апреля.
- Землетрясение магнитудой 6.0 произошло на восточном побережье Хонсю 12 апреля.
- Землетрясение магнитудой 6.1 произошло у восточного побережья Хонсю 13 апреля.

### Июль
- 20 июля 2011 — землетрясение на границе Кыргызстана, Таджикистана и Узбекистана магнитудой 6,1. Погибли 14 человек, ущерб превысил $ 11 млн.[45]

### Сентябрь
- 18 сентября 2011 — землетрясение в индийском штате Сикким магнитудой 6,9. Погибли свыше 100 человек.[46]

### Октябрь
- 23 октября 2011 — землетрясение в Восточной Турции магнитудой 7,1. Погибли 604 человека, несколько тысяч получили ранения.[47]